# Краснознаменка (Хабаровский край)
Краснозна́менка — село в Хабаровском районе Хабаровского края. Входит в состав Анастасьевского сельского поселения.

## География

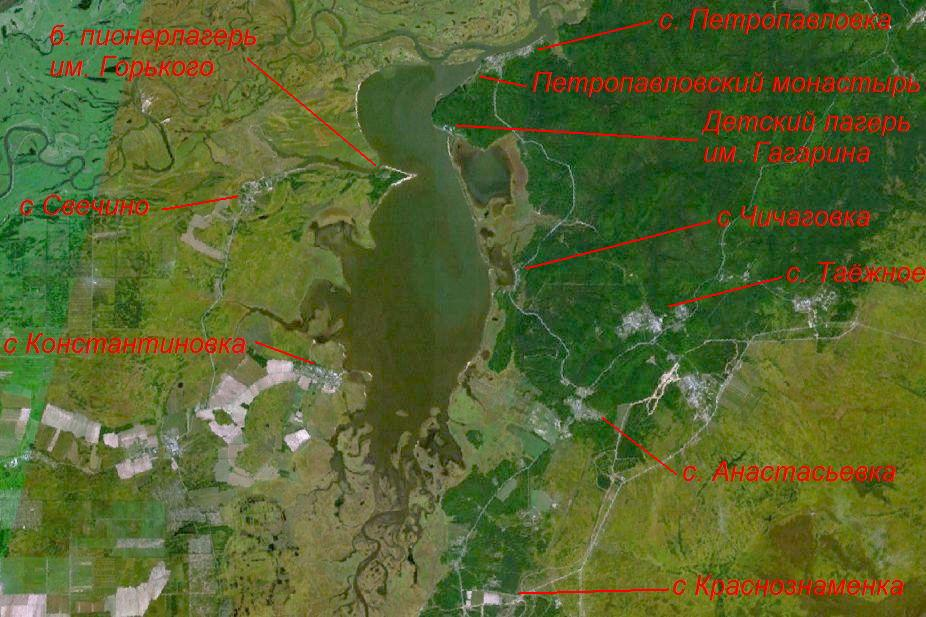
Село Краснознаменка на спутниковой фотографии

Село Краснознаменка стоит на автотрассе «Хабаровск — Комсомольск-на-Амуре» между сёлами Князе-Волконское и Анастасьевка.

## История
В период войны в районе села базировался 782-й бомбардировочный авиационный полк на самолетах Пе-2 из состава 83-й бомбардировочной авиационной дивизии. С началом войны с Японией в ходе Сунгарийской наступательной операции полк наносил удары по противнику в районах Дадайхэ. 11 августа 1945 года перебазировался на аэродром Жёлтый Яр (Еврейская автономная область).

## Население
| 2002 | 2010 | 2011 | 2012 | 2021 |
| ---- | ---- | ---- | ---- | ---- |
| 51   | ↘45  | →45  | ↗47  | ↗57  |